# Пальчяускас, Виктор
Виктор (Витас) Пальчяускас (также Пальчаускас и Пальцяускас; 3 октября 1941, Каунас) — американский шахматист, гроссмейстер ИКЧФ (1983). Физик, доктор наук.
Во 2-м чемпионате Северной Америки по переписке (1975—1977) — 1—2-е места. 
Победитель 10-го (1978—1984), участник 12-го (1984—1991, 12-место) и 13-го (1989—1998, 6-е место) чемпионатов мира по переписке.
Участник турнира (2001—2004), посвященного 50-летию ИКЧФ, в котором приняли участие все жившие на тот момент чемпионы мира по заочным шахматам, разделил 2-3 места с Г. Тиммерманом (победил М. М. Уманский).
В составе сборной США участник 13-й шахматной олимпиады по переписке (2004—2008).
В 1993 году включён в Зал шахматной славы США.